# Proem
Proem, eller mera känd som Richard Bailey, är en amerikansk musiker som i grunden är utbildad webdesigner och som bor i Austin, Texas. Han har släppt musik sen 1999 med sina skivmärken Merck n5MD och Hydrant. Han startade med att experimentera med syntar som 19-åring. Det han hade att tillgå då var några Casion SK-5-rullbandare och en del gamla syntar. Sedan dess har han släppt ett flertal album, EP:er och remixer.
Mer om Proem finns här http://www.last.fm/music/Proem
>JW0907